# Кшиштоф Кишка
Кшиштоф Кишка (бл. 1590 – 1646) — державний діяч, урядник Речі Посполитої.

## Життєпис
Походив з польсько-білоруського магнатського роду Кишок гербу Домброва. Син Станіслава Кишки, старости жмудського, і Ельжбети Сапіги. Народився близько 1590 року. Спочатку здобув домашню освіту. З 1609 року навчався в Інгольштадському університеті. 1619 року призначається підчашим великим литовським.
Був прихильником Радзивіллів. 1632 року отримує посаду чашника великого литовського. Того ж року від Віленського воєводства обирається на елекційний сейм, де підтримав королевича Владислава Вазу. За цим від Ошмянського повіту обирається послом (депутатом) на коронаційний сейм.
1636 року стає воєводою мстиславським, а 1639 року — вітебським. У 1638 році обирається маршалком Трибуналу Литовського. Помер 1646 року.

## Родина
1. Дружина — Регіна, донька князя Щесного Головчинського, каштеляна мінського
Діти:
- Ельжбета, дружина князя Томаша Жижемського
- Катаржина, дружина Якуба Керли
- Ганна Констанція, черниця

2. Дружина — князівна Катаржина Жилінська
дітей не було